# Alegorie Zimy (Lysá nad Labem)
Alegorie Zimy je socha, která je součástí souboru alegorií ročních období v zámeckém parku v Lysé nad Labem. Socha je situována na jižní stranu horní terasy. Je pravděpodobné, že toto místo zaujímala již od doby svého osazení do zámeckého parku v letech 1734 až 1735. Socha je z jemnozrnného pískovce šedobílé barvy s okrovými skvrnami. Socha byla vytesána v dílně Matyáše Bernarda Brauna, konkrétně Sochařem z Benátek, jímž by mohl být snad František Adámek. Socha patří do památkově chráněného zámeckého areálu.

## Popis
Zima je zpodobněna jako starý vyžilý muž. Je dosti možné, že onou postavou muže je římský bůh Vulcanus. Oděn je do pláště lemovaného kožešinou, jenž má uvázán tak, aby zakryl partie jeho klína a zad. Plášť vytváří na jeho zádech množství miskovitých a korýtkovitých záhybů. Na hlavě má nasazenou kožešinovou čepici. Socha zaujímá složitý postoj kombinující taneční nakročení s barokní modifikací kontrapostu. Malou změnou v jeho postoji, oproti jiným alegoriím z tohoto souboru, způsobuje pohyb jeho pravé odlehčené nohy, která kříží levou zatíženou nohu. Stařec se také svým pravým bokem opírá o pařez, skrytý za dětskou postavičkou. Vulkán pravou rukou hladí malého chlapce, jenž se nachází u jeho pravého boku. Dětská postavička, oděná pouze do drobného pláště, drží ve svých rukách ohřívadlo se žhavými uhlíky, ze kterého se line teplý kouř nebo snad i oheň, ohřívající levou ruku starce. Starcovu životem unavenou tvář zdobí plnovous a zpod jeho čepice se linou kudrnaté kadeře.